# Marianne Comtell
Marianne Comtell (état-civil inconnu) est une  actrice, réalisatrice et productrice de spectacles française, active du milieu des années 1960 au début des années 2010.

## Biographie
À la fin des années 1960, Marianne Comtell a tenu de nombreux premiers rôles du répertoire classique à Paris et en tournée. En 1966, elle obtient un Prix d'interprétation à Barcelone pour le rôle de Chimène du Cid  mis en scène par Dominique Rozan.

## Théâtre
- 1964 : Édouard, mon fils de Robert Morley et Noel Langley, mise en scène de Maurice Guillaud, Théâtre Montparnasse.
- 1966 : Le Cid, de Pierre Corneille, mise en scène de Dominique Rozan : Chimène
- 1967 : Le Menteur, de Pierre Corneille, mise en scène de Jean Leuvrais : Clarice
- 1968 : Le Jeu de l'amour et du hasard, mise en scène de Stéphan Meldegg : Silvia
- 1986 : Les Clients, de Jean Poiret, mise en scène de Bernard Murat, Théâtre Edouard VII : Florence
- 1996 : Femme en Elle et Lui, textes de Paul Valéry et Paule Salomon, mise en scène de Marianne Comtell, Maison de la Poésie.
- 2005 : Alphabet, de Paul Valéry, mise en scène de Marianne Comtell, création à la Sorbonne.
- 2008 : Alphabet, de Paul Valéry, mise en scène de Marianne Comtell, Passage vers les Étoiles.

## Filmographie

### Cinéma
- 1968 : Le Pacha de Georges Lautner : Odile, une serveuse au Hippies
- 1969 : Le Commissaire Pepe (Il Commissario Pepe) d'Ettore Scola : Mathilde Carroni, amante de Pepe
- 1970 : Cran d'arrêt d'Yves Boisset : Livia Ussaro
- 1972 : À la guerre comme à la guerre de Bernard Borderie : Adeline
- 1973 : Ce cochon de Paolo (Paolo il caldo) de Marco Vicario : la mère de Paolo
- 1977 : Calibre magnum pour l'inspecteur (Napoli si ribella) de Michele Massimo Tarantini : Carola
- 1978 : Brigade mondaine de Jacques Scandelari : Nada
- 1983 : Garçon ! de Claude Sautet : Mme Pierreux

### Télévision
- 1967 : La Bien-aimée de Jacques Doniol-Valcroze : Antoinette
- 1969 : S.O.S. fréquence 17 (épisode Les Menottes) de Christian-Jacque[1]
- 1969 : Minouche (épisode L'Héritage) de Rinaldo Bassi et Maurice Fasquel : Sophie de Saint-Clair
- 1970 : Lumière violente de Roger Gillioz : Manuela
- 1972 : Les Évasions célèbres (épisode L'Évasion du comte de Lavalette) de Jean-Pierre Decourt : Émilie de Lavalette
- 1972 : Les Témoins de Michel Wyn : Sarah
- 1973 : Molière pour rire ou pour pleurer (épisode Madeleine Béjart) de Marcel Camus : Madeleine Béjart
- 1974 : La Mort d'un enfant de Jean-Louis Muller : Andrée Javerdat
- 1974 : À vous de jouer Milord de Christian-Jacque :Ève
- 1975 : Jo Gaillard (épisode Laura) de Christian-Jacque et Bernard Borderie : Laura
- 1977 : Un juge, un flic (épisode Un taxi pour l'ombre) de Denys de La Patellière: Jacquie Laumont
- 1980 : La Vie des autres (segment Le Scandale en 10 épisodes) de Jean-Pierre Desagnat : Lady Amanda
- 1984 : Disparitions (segment Rumeurs) d'Yves Ellena, Daniel Moosmann et Claude Barrois : Vana Parker
- 1988 : Les Clients (de Jean Poiret) de Yannick Andréi : Florence
- 1997 : Une leçon particulière d'Yves Boisset : Mme Monestier
- 2009 : Profilage (épisode Moins que rien) d'Eric Summer : Chantal Vintrope
- 2011 : Le Jour où tout a basculé, (épisode Mon patron est amoureux de moi) de Sylvain Ginioux : Françoise